# Корисні копалини Хмельницької області
Хмельницька область багата на нерудні корисні копалини, насамперед природні будівельні матеріали. Водночас практично відсутні металічні мінеральні ресурси, а з-поміж горючих є лише поклади торфу.

## Загальна характеристика
Будівельні корисні копалини представлені покладами гранітів і каоліну, вапняків, цегельно-черепичних глин і суглинків, крейди, мергелів, пісків, пісковиків, гіпсу, бентонітових глин. Вони локалізовані в межах Українського щита та осадового чохла.
Граніти (сірі граніти) зосереджені переважно в Шепетівському, Полонському, Старокостянтинівському та Славутському районах. Розробка ведеться відкритим способом (кар'єрним). Найбільші кар'єри — біля міст Полонне і Шепетівка та сіл Нова Синявка й Кудинка. Граніт переважно переробляють на щебінь для дорожного будівництва.
Каоліни пов'язані з продуктами вивітрювання гранітів. Поширені на північному сході Хмельницької області. Родовища: Судимонтське і Купинецьке Шепетівського району, Майдан-Волянське та Буртинське Полонського району. Каолін використовують як сировину для виготовлення вогнетривкої цегли, шамотного порошку. (див. також Судимонтське та Буртинське графітове родовище)

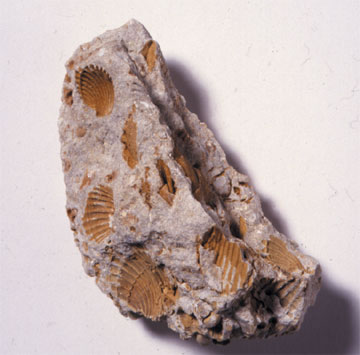
Органогенно-детритовий вапняк з відбитками черепашок молюсків

Вапняки поширені по всій території Хмельницької області. Розвідано понад 20 родовищ, більш як половина з яких розробляється. Велике значення мають виходи силурійських вапняків в долинах Дністра, Збруча, Жванчика, Смотрича, Тернави та Студениці. Розробка покладів ведеться відкритим способом поблизу Кам'янця-Подільського, сіл Велика Слобідка, Устя та ін. Відклади неогенових вапняків Товтрової гряди розробляють кар'єрами поблизу селищ Закупне і Смотрич, сіл Івахнівці, Нігин, Вербка, Привороття та Гуменці). Їх використовують для випалювання вапна, виробництва щебеню, облицювальних плиток, стінових блоків, фігурних виробів, одержання цементу. На сировині Гуменецького родовища працює потужний Кам'янець-Подільський цементний завод. Відклади вапняків в інших районах йдуть на місцеві будівельні потреби.
Суглинки. В області 80 родовищ лесовидних суглинків і глин, на базі яких працює ряд цегельних і черепичних заводів.
Крейда. У північно-західній частині області (Білогірський та Ізяславський райони) є значні поклади крейди, а в південно-східній (басейни рік Ушиця та Калюс) — мергелів, які придатні для виробництва цементу.

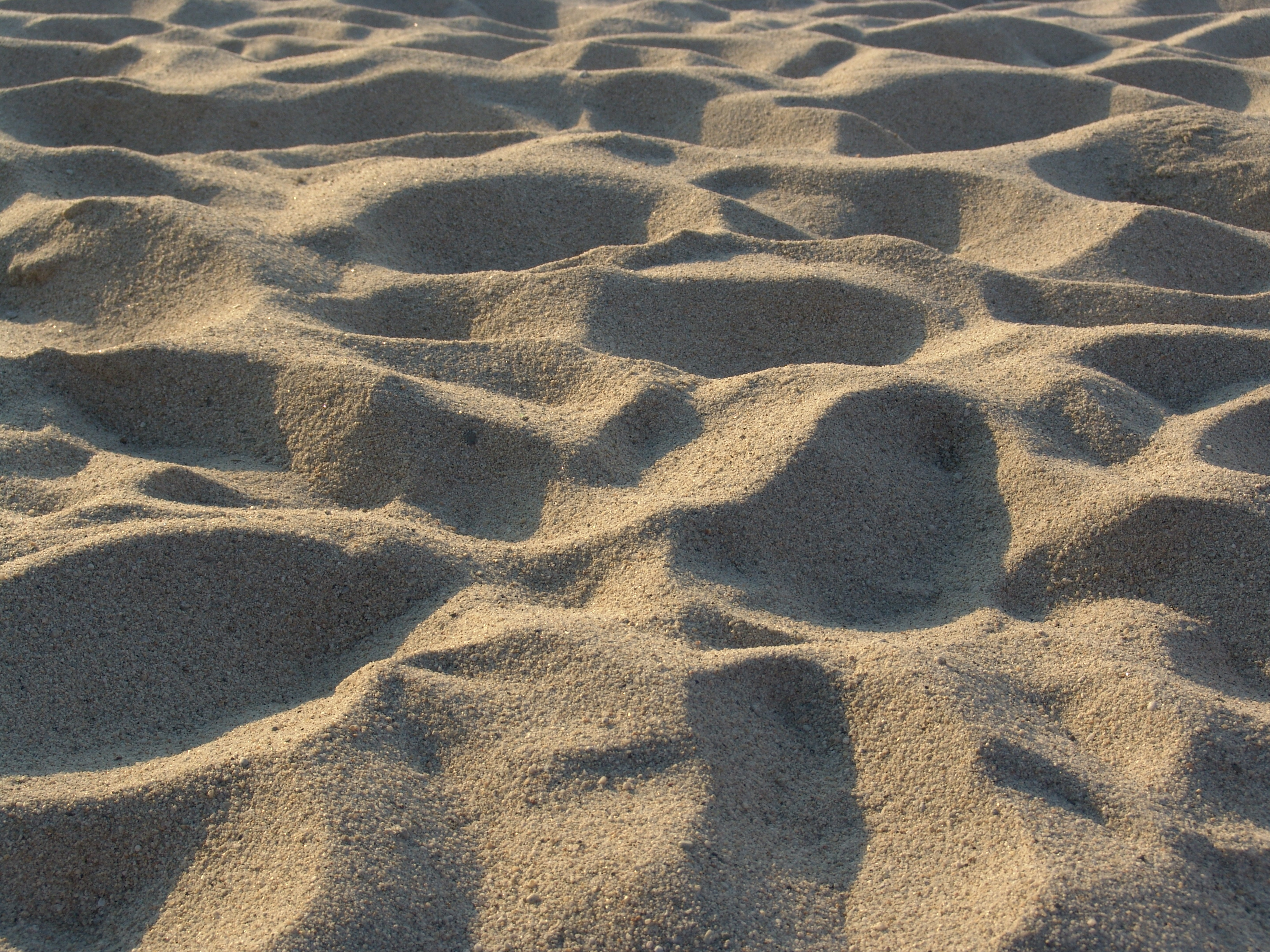
Пісок

Піски різного геологічного часу поширені в усіх районах області і мають переважно будівельне значення (для розчинів, дорожного будівництва тощо). Найпотужніші поклади їх в Славутському районі — Крупецьке, Цвітоське, Славутське родовища. Кварцові піски Славутського родовища використовують для виробництва скла.
Пісковики відслонюються по Дністру і його притоках — Калюсу і Ушиці. Промислова розробка їх не ведеться.
Гіпс. На заході Кам'янець-Подільського району є декілька родовищ гіпсу (розробляється Кудринецьке родовище). Гіпс придатний для меліорації ґрунтів, будівельних, медичних та інших потреб.
Бентонітові глини зустрічаються у Новоушицькому районі. Застосування — у хімічній та інших галузей промисловості. Найбільше скупчення їх зафіксоване поблизу села Пижівка.
Інші неметалічні корисні копалини. У Хмельницькій області є поклади доломітів, трепелу (Кам'янець-Подільський район), невеликі прояви флюориту, фосфоритів. Найбільші скупчення фосфоритів зустрічаються в Дунаєвецькому, Новоушицькому, Віньковецькому та Ярмолинецькому районах, однак промислового значення вони не мають.
Горючі корисні копалини представлені на Хмельниччині тільки торфом. Поклади його значні. Здебільшого він залягає в заболочених частинах заплав Горині, Случа, Хомори, Південного Бугу та їхніх приток. Видобуток ведеться майже в усіх басейнах цих рік.
Поліметали. Є у Хмельницькій області зафіксовані рудопрояви поліметалів.
Склад і запаси корисних копалин Хмельницької області сприяють розвитку в ній промисловості будівельних матеріалів, окремі виробництва якої працюють не тільки на місцевий, але й на зовнішньообласний ринок. Наявні природні ресурси дозволяють розширити це виробництво, однак нарощування їхнього видобутку вступає в суперечність з необхідністю природоохоронних заходів, насамперед в Придністров'ї і Товтрах.